# Leptodactylus griseigularis
Espèce
Synonymes
- Adenomera griseigularis Henle, 1981

Statut de conservation UICN

 LC  : Préoccupation mineure
Leptodactylus griseigularis est une espèce d'amphibiens de la famille des Leptodactylidae.

## Répartition
Cette espèce se rencontre entre 100 et 1 800 m d'altitude sur les pentes amazoniennes des Andes, :
- au Pérou dans les régions de Huánuco, d'Ayacucho, de Junin, de Pasco, de San Martín et d'Ucayali ;
- en Bolivie dans les départements de La Paz et de Cochabamba.

## Étymologie
Le nom spécifique griseigularis vient du latin griseus, gris, et de gula, la gorge, en référence à l'aspect de cette espèce.

## Publication originale
- Henle, 1981 : Adenomera griseigularis, eine neue Leptodactyliden-Art aus Peru (Amphibia: Salientia : Leptodactylidae). Amphibia-Reptilia, vol. 2, no 2, p. 139-142.